# Municipio de Cuyamecalco Villa de Zaragoza
El municipio de Cuyamecalco Villa de Zaragoza es uno de los 570 municipios en que se encuentra dividido el estado mexicano de Oaxaca, localizada en el norte del estado en la Región Sierra de Flores Magón y su cabecera es la población del mismo nombre.
En forma la cónica, nos permitimos dar a conocer a todos sus habitantes, la monografía de “Cuyamecalco”, que significa “camino hacia la casa del jabalí”, palabra mixteca /Niucano lindi yabeti jabalí, explicaremos que anteriormente llevó el complemento de Villa de Cansino, pero en el año de 1929 siendo gobernador interino del estado libre y soberano de Oaxaca, el ciudadano Genaro B. Vázquez, cuándo por vez primera fue uno de los gobernantes que visitó esta comunidad, con la finalidad de inaugurar la red telefónica de Cuicatlán al Faro, Teutila, quedando como sede del circuito Cuyamecalco, fue en esa fecha cuando él declaró Villa de Zaragoza, por datos que he recabado dicen que fue nombrado así a la celebración del 5 de mayo que en aquella época era organizada con más entusiasmo, armonía y decoro, es hasta la fecha Cuyamecalco Villa de Zaragoza.

## Significado del Nombre
Cuyamecalco es una palabra de origen mixteco, derivada de dos palabras griegas que se traducen al castellano Coyatl que quiere decir collares y calcos lugar según algunas personas dicen que quiere decir lugar de collares porque hay infinidad de ojos de agua que simulan un collar muy grande.

## Año de Fundación
Datan algunos libros que he investigado que su fundación fue por el año 1730. 

## Geografía

### Ubicación
El municipio de Cuyamecalco Villa de Zaragoza se encuentra localizado al norte del estado de Oaxaca, formando parte de la Región Sierra de Flores Magón y del Distrito de Cuicatlán, su extensión territorial es de 81.65 kilómetros que equivalen al 0.1% del territorio estatal, sus coordenadas geográficas extremas son 17° 55' - 18° 01' de latitud norte y 96° 48' - 96° 56' de longitud oeste; su territorio es accidentado y de extremos, fluctuando su altitud entre un mínimo de 300 y un máximo de 2 700 metros sobre el nivel del mar.
Limita al norte y noroeste con el municipio de Mazatlán Villa de Flores, al noreste con el municipio de Santa Ana Cuauhtémoc, al sureste con el municipio de San Miguel Santa Flor, al sur con el municipio de Concepción Pápalo y al suroeste con el municipio de San Juan Bautista Cuicatlán.

### Clima
Su clima es variado y se reconocen tres, al oriente en sus altas montañas predomina el clima frío, en el centro de la población el clima es templado y al poniente sobre la rivera del majestuoso Río Grande o Río de las vueltas predomina el clima cálido.

### Topografía
Topográficamente está caracterizado como terreno accidentado. Está circundado por un sinnúmero de elevados picachos montañosos, que le dan a la población un panorama satisfactorio para contemplarlo infinidad de ocasiones. Sus principales elevaciones son el  “Cerro del Campanario” a 1800 sobre el nivel del mar, Cerro Lizo o Cerro del Venado a 1900 metros., Cerro Lobo a 1700 metros y Llano Redondo a 1675 metros sobre el nivel del mar. Mencionando también al poniente su extensa cordillera que se desprende desde Pochotepec hasta los límites de Huautla de Jiménez, ciudad indígena o ciudad de los hongos alucinantes que le da a cuyamecalco un fondo horizontal al ocultarse el sol. Cuyamecalco se encuentra a 1650 metros sobre el nivel del mar.

### Fauna
Podemos citar que en nuestros campos hay aves de rapiña como: el cacalote, águila, gavilán, gavilucho, zar nicula, búho y lechuza. Entre las aves que alegran nuestros bosques con sus trinos tenemos: el jilguero, cenzontle, calandria, salta pared, pico canoa, gorrión, ruiseñor, chupamirto, primavera, brujo, carpintero, maicero, buchonas y cardenal. Como animales de caza menor tenemos: el venado cola blanca, jabalí, tepescuincle, tejón, ardilla, conejo, mapache, tlacuache, liebre, armadillo, tuza, cuatrojillos y temazate (que muchos nativos utilizan su carne para prepararse un platillo fuera de lo común). Hay además otros animales como el coyote, zorra, marta, brazo fuerte y tigrillo, que son perseguidos por cazadores y utilizan sus pieles para adorno de su casa. Entre el terreno cálido y templado, se encuentran reptiles venenosos como el cascabel, metlapil, sorda, coralillo, ratonera, chicotera y rabohueso. Además escorpiones, alacrán, tarántula, viuda negra y chintatlagua.
En pequeñas carnicerías sacrifican la res, carnero, chivo y cerdo para abastecer a los pueblos circunvecinos en los días de tianguis. En terreno cálido abundan maderas como: el caoba, cedro y cacique, que son utilizados para confeccionar muebles en poca escala. A la medianía de la población, entre el clima frío y templado, se levantan legendarios ahuehuetes que le dan colorido al paisaje cuyamecalquense como el fresno, pino, ocote, eucalipto y encino, que son utilizados unos, para elaborar armazones de viviendas y otros para construir arados tipo egipcio, que los campesinos utilizan para labrar sus tierras, tirado por una yunta.

### Cerros y Paisajes
Citaremos algunos lugares o parajes que muchos paisanos a veces no los conocemos, que existen dentro del perímetro y límites de la comunidad. Estos son: La Soledad, Palo de Ovo, Platanera del Cura, La Ciénega, Tierra Ahumada, Peña Lucerna, Palo Tela, El Limón, San Pedro, El Espinal, San Poli vuelta, Cerro chiquito, El Ciruelo, Peña Memela, las Animas, Loma Gavilán, La Magueyera, Agua Tabaco, El Nacaxtle, Lengua de Vaca, Peña Blanca, La Escalera, El Nondu, el Texu, El Mirador, Piedra Boluda, Cerro Ratón, El Nubine, Cerro Verde, El Cabadito, Agua Conejo, El Tenene, El Pinabete, Peña Prieta, El Zacatal, Loma Gentil, Laguna Seca, Cerro Alto, Llano del Gato, Estrella de Oro, Paso Texas, Orillas del Plata, El Manzano, Chorro de Agua, Cerro Culebra, Majada Lobo, La Papaya, El Cacique, Tierra Colorada, El Naranjo, El Guayabal, El Aguacate, Agua Zopilote, El Espejo, Topa las Barrancas, El Zapotal, La Meza, Malpaso, Piedra Alta, Loma la Tranca, Llano Juan Antonio y finalmente la Loma de En medio. Recomendamos a ustedes conozcan estos lugares que están llenos de colorido por sus paisajes.

## Demografía
De acuerdo con los resultados del Censo de Población y Vivienda de 2010 realizado por el Instituto Nacional de Estadística y Geografía la población total del municipio de Cuyamecalco Villa de Zaragoza es de 3 846 habitantes, de los que 1 949 son hombres y 1 897 son mujeres.

### Localidades
En el municipio de Cuyamecalco Villa de Zaragoza se localizan 29 localidades, las principales y su población en 2010 se enlistan a continuación:
| Localidad                        | Población |
| Total Municipio                  | 3 846     |
| Buenos Aires                     | 989       |
| Cuyamecalco Villa de Zaragoza    | 962       |
| Santa María Buenos Aires         | 234       |
| Colonia Reforma (Barrio Reforma) | 224       |

## Política
El municipio de Cuyamecalco Villa de Zaragoza es uno de los 418 municipios oaxaqueños que para la elección de sus autoridades se rige por el principio denominado usos y costumbres, es decir, en ellos no opera el sistema de elección mediante partidos políticos que funciona en todos los restantes municipios de México, como un medio para preservar y proteger las costumbres y cultura del lugar. El periodo constitucional comienza el día 1 de enero del año siguiente a su elección. y el Ayuntamiento se integra por el presidente municipal, un Síndico y un cabildo formado por seis regidores.

### Representación legislativa
Para la elección de diputados locales al Congreso de Oaxaca y de diputados federales a la Cámara de Diputados federal, Cuyamecalco Villa de Zaragozaa se encuentra integrado en los siguientes distritos electorales:
Local:
- XVII Distrito Electoral Local de Oaxaca con cabecera en Teotitlán de Flores Magón.[5]

Federal:
- Distrito electoral federal 2 de Oaxaca con cabecera en Teotitlán de Flores Magón.[6]

## Perfil Socioeconómico

### Empleo
En un 50% el campesino se dedica a cultivar sus tierras, el resto transita por las grandes ciudades, abandonando su tierra natal y sus campos. Presentándose un factor muy acentuado, la carestía del maíz que está clasificado como el de primera necesidad para nuestro pueblo, y dado a su carencia, este cereal es traído de otras partes. Los principales productos de la región son: el maíz, frijol, chícharo, haba y lenteja. Árboles frutales como el mango, plátano, papaya, granada de castilla, zapote negro, chicozapote, capulín, mamey, limón real, lima, toronja, pomelo, mandarina, ciruela, guayaba, tejocote, nuez, durazno, manzana, pera, granada china, aguacate pagua, naranja y aguacate de perro. De la caña se fabrica la panela que suple al azúcar, y el aguardiente (licor muy agradable) para entonar el cuerpo destilado a 26 grados natural. El 20% se consume en la población y el resto es ingerido en sus alrededores. En poca escala se cultivan hortalizas como el rábano, zanahoria, italianas, col y lechugas. 
No contamos con grandes alfareros,  pero si hay personas que con el barro amarillo, mediante una ligadura, fabrican ollas, comales y jarros que después son fundidos en hornos rústicos y más tarde son llevados al mercado para su venta. En lo que respecta a la talabartería se encuentran personas que han dominado este oficio confeccionando guaraches, fundas de cuchillos y machetes, vestiduras de silla de montar y otros complementos de piel, en pequeñas carpinterías se pueden confeccionar objetos de madera como son catre suelos, repisas, catres, ataúdes y todo lo que respecta a madera en ocote, cedro o caoba. Aficionados a la albañilería construyen casas de adobe, tabique o tabicón tipo poco moderno pero de día en día hoy las personas se van perfeccionando más y van haciendo mejores viviendas con más comodidades.
Por lo regular la mujer cuyamecalquense se dedica a los quehaceres domésticos utilizando, la mayoría de su tiempo, en elaborar las ricas tortillas hechas a mano, que son cocidas en comales de barro, las que más tarde son saboreadas por algún platillo típico, llegando a una conclusión que nuestras mujeres no se dedican a otra actividad por carecer Cuyamecalco de alguna industria.

### Mina de Barita
Al poniente de la población, sobre el espinazo de loma La Tranca, se localiza la mina del mineral barita, el cual está siendo explotado. Como vía de distracción usted puede visitar este lugar o realizar un día de campo, se encuentra a 4 km, a 25 minutos de la población. Mina perteneciente a la familia Cruz Pérez, comprada por el campesino Jovito Cruz Hernández. 

### Telares
Con la lana del borrego negro, en pequeños telares rústicos, fabrican los hilos para perfeccionar el originario cotón negro que es utilizado en las poblaciones de San Miguel santa Flor, Joya Durazno, Cuyamecalco y sus alrededores, que los nativos utilizan para cubrirse del frío durante el invierno que suele visitarnos los meses de noviembre, diciembre, enero y parte de febrero.

## Costumbres y tradiciones

### Vestimenta
El atuendo típico que algunas personas todavía utilizan para su vestuario es; sombrero grande de palma real, camisa larga de manta blanca con bolsas flotantes interiores, calzoneras amplias con cintas amarradas a la cintura y su terminación atadas al tobillo. Sus pies estaban protegidos por guaraches ligeros o pata de gallo, que es enganchado por una correa al dedo gordo. Las mujeres han dejado de usar como atuendo típico el güipil que era bordado a mano por ellas mismas, hoy utilizan la blusa amplia bordada, la soguilla al cuello y enaguas bastante largas. La culebra de piel que antes usaban los hombres atada a la cintura a donde guardaban sus monedas de plata ya han dejado de utilizarla.

### Fiestas
Sus fiestas más acentuadas y tradicionales son; las de carnaval, semana mayor, 5 de mayo, agosto, todos santos y posteriormente las fiestas navideñas; el baile autóctono de la malinche que antes se bailaba, se ha desvanecido hasta perderse, quedando únicamente el recuerdo y el lugar, antes fue amenizado al son de la chirimía, jarana, bajo sexto y violín. 

### El Lavamanos
A continuación citaremos una costumbre muy tradicional, que en sus últimos años se ha venido modificando perdiendo así su significado, estando más arraigada en los poblados de Buenos Aires, Joya Durazno, San Miguel Santa Flor y demás rancherías, me estoy refiriendo al “lavamanos” que tiene como finalidad el que un compadre a otro ejecutan este acto, y según el número de ahijados serán las tantas veces que se verifique este lavatorio. Están presentes en esta reunión familiares y amigos de ambas partes, se acostumbra que en el desarrollo de la ceremonia se repartan ramos de una hoja muy olorosa que le llaman hoja del borracho; en igual forma pasan una jícara que contiene agua natural y una toalla, la mayoría de los presentes mojaran los dedos y después se secaran con la toalla (desconocemos que significa esto). El que encabeza la ceremonia de esta costumbre tan tradicional y antaña se le conoce con el nombre de Huehuetlaka que por el momento desconocemos su significado. Esta persona se comisiona para ordenar y repartir cigarrillos y aguardiente de caña que es muy peculiar en la  población y licor de primera clase en estas reuniones. Después de que esto ha pasado, el representante o Huehuetlaka informa que ha llegado el momento de pasar a la mesa, a donde se servirá un banquete de acuerdo a la posición económica de los compadres, sirviéndose platos poblanos colmados de carne de guajolote con su respectivo mole amarillo de achiote que es originario y especial para estas reuniones. Enseguida el mismo representante habla que se darán los obsequios o presentes que consisten en guajolotes o borregos vivos; en este momento los padrinos obsequiaran a sus ahijados sombrero, camisa, pantalón, guaraches o zapatos. Además prendas interiores u otros objetos para señalar más la esplendidez y galantería de estos padrinos. Para finalizar dará principio un animado baile que ameniza algún conjunto típico para que a las primeras horas del día siguiente, despidan a sus compadres acompañándolos hasta su domicilio con música y cohetones, teniendo como resultado que la amistad y compadrazgo han quedado debidamente reconocidos.

## Atracciones turísticas

### Cueva del Diablo
Por el recorrido que hace este río en zona cálida en su línea divisoria entre límites de Cuyamecalco y San Simón Coyoltepec, se aprecia desde muy lejos una roca sólida que se le conoce como cueva del diablo (perforación que se formó hace miles de años) y tiene una profundidad de 1 km. En su parte más estrecha se localiza un abismo a donde personas que la han visitado han arrojado piedras y se cree que en el fondo hay un nacimiento de agua que va a desembocar al río grande. Lo que muchos nativos por voces de sus abuelos precisan que este fue el lugar a donde existió el gran dragón o animal de dos cabezas.
En el interior de esta caverna se han encontrado puntas de pedernal, artefactos de piedra y puntas de lanzas. Se supone que hace muchos años sirvió de refugio para alguna tribu. Se observan también estalacnitas y estalactitas formadas por gotas de agua y que son filtraciones de la roca. Se supone que en un futuro no muy lejano estos lugares lleguen a ser centros turísticos y embellecer más el ambiente en esta comunidad.

### Nacimiento de Agua
Siguiendo el ritmo de esta monografía citaremos que hacia el noroeste, entre los límites de Cuyamecalco y Santa Ana existe un nacimiento de agua que brota por la parte interior de una roca muy grande y se supone que este preciado líquido baja de las filtraciones de los cerros de Agua Tejón y Cerro Cheve. En su interior hay una piedra que simula un púlpito que se ha venido formando a través de los años por la erosión del agua. Se le conoce a este lugar con el nombre de Agua Fría, porque el líquido se encuentra a muy baja temperatura y por lo cristalino de sus aguas se aprecia hasta la piedra más pequeña. Este yacimiento tiene una vista muy llamativa. Por la cortina de rocas que forman dos cerros entre límites de Santa Ana y la Sierra Mazateca que son partidos por el río de las vueltas o río grande.

### Un Poco de Arquitectura
No cuenta con zonas históricas o arqueológicas pero sí en el centro de su población están adyacentes a su templo dos campanarios, de forma rectangular que sostienen dos grandes y sonoras campanas de bronce y plata, una chica, dos medianas y dos grandes fundidas aquí mismo y tienen una antigüedad de 200 años a la fecha, con una leyenda escrita en latín en toda su circunferencia, cuenta la historia que en su fundición llevaban maquilas y litros, medidas que hoy en día utiliza la comunidad, las llevaban llenas de monedas, en igual forma sombreros de monedas que los nativos aportaban, y que era de su salario cotidiano, Las maderas rústicas que sostienen estas pesadas campanas son de bálsamo –madera muy fina y resistente que tienen la misma antigüedad y que permanecen en su estado natural. Cuentan que estas campanas las iban subiendo conforme la construcción iba avanzando, el interior de ambos campanarios tienen forma cilíndrica y sus escalones son de forma triangular. Sus escalones son de piedras rústicas labradas. En el alto de sus bóvedas tienen fijados azulejos, que no obstante el tiempo y sus inclemencias siguen conservando el brillo natural. Permanecen también intactos goteros que fueron construidos con piedras caladas. En sus costados se pueden apreciar dos tragaluces verticales y en su fachada hay incrustaciones moldeadas de cal y arena, con figuras caprichosas por sus antepasados.
Los pararrayos colocados en lo alto de sus campanarios, son giratorios, indican la dirección del viento y además protegen a la población en un perímetro aproximado de 200 metros contra las descargas eléctricas de la naturaleza. 
Su templo está hecho por potentes y rudimentarias paredes de adobe, señalado como lugar sagrado que las personas utilizan para ofrecer oración.

## La Leyenda de la Serpiente de Dos Cabezas
Por datos casi afirmativos que he investigado, dice la leyenda que un grupo de personas pensaron formar un pueblo en el paraje denominado San Pedro, lugar a donde existen personas que cuentan, se encuentra enterrada una campana muy grande y que está custodiada por una serpiente la cual ha impedido que se apoderen de ella. Este personaje no pudo sobrevivir en el mencionado lugar, por la escasez del agua y su clima enfermizo, pero el factor más negativo -  cuenta la historia- que existió un animal llamado dragón o águila de dos cabezas el que terminaba con todas sus provisiones llevándose gallinas, guajolotes, becerros y hasta niños, pero entre ellos hubo una persona inteligente, cuenta la leyenda, que pensó meterse dentro de una piel de becerro que fue cocida a su alrededor, provisto de un buen cuchillo. Al llegar este animal se posó sobre el objeto simulado, fue atrapado siguiendo una trayectoria rumbo a la cueva del diablo. Cuentan que hubo personas que los siguieron hasta este sitio. Al llegar se encontraron con la novedad que la persona  que iba dentro de la piel había dado muerte al peligroso animal, y en  la misma forma, con la unión de todos, terminaron con las crías para que radicalmente desapareciera esta especie. Continuaron subiendo al lugar denominado Llano de San Antonio, lugar este que a muchos no les gusto por la carencia de agua, lo que más tarde los obligó continuar hacia el sur y llegar a San Pedro Noodón que pertenece a la Mixteca; concluyendo con esto que el grupo al que nos referimos no fundaron este pueblo.  
Más tarde surgió otro grupo más distinto que pudo haberse fundado en el lugar llamado Santa María Buenos Aires a donde se tienen datos que se observan cimientos que son muestras que tenían la idea de poblar. No contamos con datos exactos porque ese lugar no se eligió para fundar Cuyamecalco, probablemente fue debido a la escasez del agua, poca vegetación y su terreno accidentado. Continuó este grupo peregrinando, buscando nuevos horizontes para que finalmente llegara a este lugar que para ellos era vital, al que denominaron Cuyamecalco. En concreto podemos definir que estas gentes fueron los primeros en empezar a procrear la raza de este pueblo.

## Presidentes municipales
- (1926 - 1927): Antonio Romero
- (1928 - 1929): Juan Pacheco Álvarez
- (1930 - 1931): Cayetano Mata
- (1932 - 1933): Isaac Arista Cansino
- (1934 - 1935): Justiniano Garmendia Nievas
- (1936 - 1937): Maclovio Rodríguez Playas
- (1940 - 1941): Pablo Cansino
- (1942 - 1943): Juan Sánchez Cid
- (1944 - 1945): Anonio Romero
- (1946 - 1947): José Sánchez Bautista
- (1948 - 1949): Ismael Cid Vásquez
- (1950 - 1951): Nazario Álvarez
- (1952 - 1953): Alfonso Rocha
- (1954 - 1956): Gerardo Pérez Cansino
- (1957 - 1959): Manuel Vargas Sánchez
- (1960 - 1962): Gerardo Pérez Cansino
- (1963 - 1965): Mario Pérez Cansino
- (1966 - 1968): Hugo Rodríguez Pérez
- (1969 - 1971): Ismael Pacheco Cruz
- (1972 - 1974): Isaí Hernández Playas
- (1975 - 1977): Ezequiel Gómez Vásquez
- (1978 - 1980): Jobito Cruz Hernández
- (1981 - 1983): Eligio Pérez Nievas
- (1984 - 1986): Isaí Hernández Playas
- (1987 - 1989): Juan Cid Pérez
- (1990 - 1992): Gustavo Cid Cruz
- (1993 - 1995): Juan Cid Pérez
- (1996 - 1998): Rutilo Pérez Álvarez
- (1999 - 2001): Raúl Pérez García
- (2002 - 2004): Octaviano Cruz Sánchez
- (2005 - 2007): Emilio Ponce Zaragoza
- (2008 - 2010): Rutilo Pérez Álvarez
- (2011 - 2013): Juan Cid Pérez
- (2014) - (2016) : Gabriel Pacheco Montaño.
- (2017)-(2019): Profr. Juan Cruz Zaragoza.